# Lucas Bravo

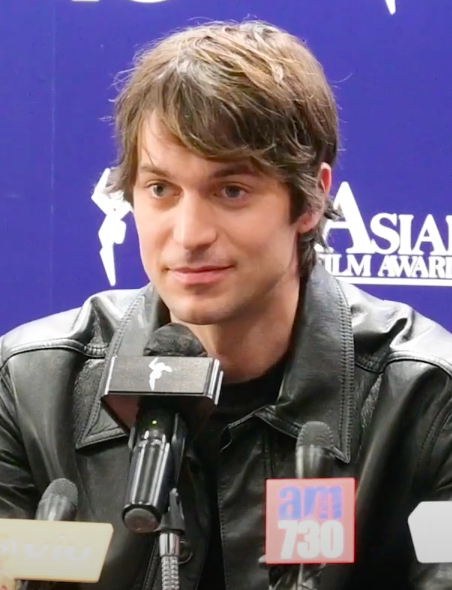
Lucas Bravo, 2023

Lucas Joseph Bravo (* 26. März 1988 in Nizza) ist ein französischer Filmschauspieler und Model.

## Leben und Wirken
Lucas Bravo wurde 1988 in Nizza als Sohn des französischen Fußballspielers Daniel Bravo geboren. Seine Kindheit verbrachte er in verschiedenen europäischen Ländern, darunter auch Italien. Bravo arbeitete zunächst als Küchenchef und studierte von 2007 bis 2010 Schauspiel an der American Academy of Dramatic Arts in Los Angeles.
2013 spielte Bravo seine erste Filmrolle im Kurzfilm Subtitles. Im selben Jahr war er in zwei Folgen der französischen Serie Sous le soleil de Saint-Tropez zu sehen. 2014 spielte er in der Kinoproduktion La Crème de la crème eine Nebenrolle. 2020 wurde er in der US-Produktion Emily in Paris für die Hauptrolle des Gabriel besetzt, die ihm erstmals internationale Aufmerksamkeit einbrachte. Anschließend folgten Nebenrollen in den Hollywood-Filmen Mrs. Harris und ein Kleid von Dior und Ticket ins Paradies (beide 2022). Neben seiner Schauspielkarriere modelte er unter anderem für Chanel und L’Oréal.

## Filmografie (Auswahl)
- 2013: Subtitles (Kurzfilm)
- 2014: La Crème de la crème
- 2016: T.O.C (Miniserie, Folge 1.01)
- 2016: Plus belle la vie (Fernsehserie, Folge 3123)
- 2017: Beautiful injuries (Kurzfilm)
- 2019: Caprice (Kurzfilm)
- seit 2020: Emily in Paris (Fernsehserie)
- 2022: Mrs. Harris und ein Kleid von Dior (Mrs. Harris Goes to Paris)
- 2022: Ticket ins Paradies (Ticket to Paradise)
- 2022: The Honeymoon
- 2024: Libre (Freedom)